# 希耶尔河畔奥利济
希耶尔河畔奥利济（法語：Olizy-sur-Chiers，法語發音：[ɔlizi syʁ ʃjɛʁ]）是法国默兹省的一个市镇，属于凡尔登区。

## 地理
希耶尔河畔奥利济（49°33'22"N, 5°13'16"E）面积9.22 平方千米，位于法国大東部大區默兹省，该省份为法国西北部内陆省份，北与比利时接壤，西接马恩省和阿登省，南至上马恩省和孚日省，东临默尔特-摩泽尔省。
与希耶尔河畔奥利济接壤的市镇（或旧市镇、城区）包括：希耶尔河畔拉费泰、马朗德里、伊诺尔、拉穆伊、默斯河畔马尔坦库尔、内普旺、斯特奈。

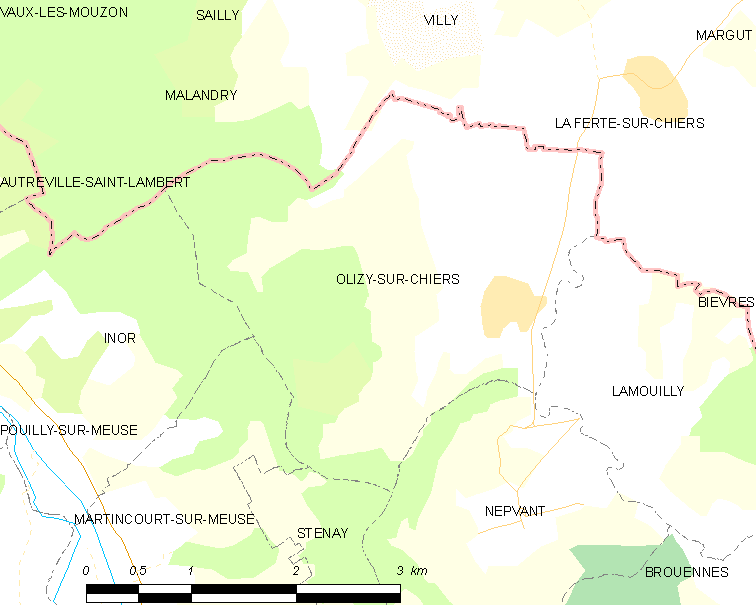
希耶尔河畔奥利济的OSM定位图

希耶尔河畔奥利济的时区为UTC+01:00、UTC+02:00（夏令时）。

## 行政
希耶尔河畔奥利济的邮政编码为55700，INSEE市镇编码为55391。

## 政治
希耶尔河畔奥利济所属的省级选区为斯特奈县。

## 人口

1962-2008年间希耶尔河畔奥利济人口变化图示

希耶尔河畔奥利济于2022年1月1日时的人口数量为196人。